# Caracui, Hîncești
Caracui este un sat din raionul Hîncești, Republica Moldova.

## Istoric
Satul Caracui, așezat în valea râului Sărata, a fost menționat documentar în anul 1712. Denumirea satului vine de pe timpurile nogailor din tribul Orac-Oglî, care pe timpuri își numeau așezarea „Caraghioi”. Peste ani s-a transformat în Caracui (cara – „negru”, cui – „hârtop”), iar localitatea din vecinătate moștenește și până în ziua de azi numele Orac.
Desigur, există și alte versiuni privind originea acestei localități. Cea mai populară în rândul băștinașilor este legenda, potrivit căreia, acum câteva sute de ani, pe locul unde astăzi este situat satul Caracui s-au instalat cu traiul trei familii de ciobani, care ar fi fost și primii băștinași ai localității. Legenda spune că ciobanii au ales acest loc, întrucât acesta reprezenta o vale, înconjurată de coline, care, la rândul lor, erau acoperite de codrii care se întindeau pe tot centrul și sudul actualei Republici Moldova. Valea era acoperită cu iarbă mănoasă și era despărțită în două de un pârâu, care există și astăzi, reprezentând astfel un loc ideal pentru stânele de oi, întrucât dealurile care împrejmuiau valea le proteja de vânturile puternice, iar zona geografică permitea ciobanilor să prevină din timp atacurile animalelor răpitoare care populau codrii din zonă. În plus, pârâul din vale reprezenta o sursă de apă permanentă, astfel încât ciobanii nu mai erau nevoiți să se mute periodic cu stânele în altă parte. Conform legendei, unul dintre ciobani avea o fată foarte frumoasă. Într-o bună zi, în zonă au năvălit tătarii, care au prădat familiile ciobanilor, încercând să răpească fata pentru a o înrobi. Fata a reușit însă să scape și să fugă peste un deal, dar, după ce a fost urmărită o vreme, a fost prinsă de tătari și decapitată. Se spune că înșiși tătarii au fost impresionați de frumusețea și curajul fetei, numind astfel locul unde au omorât-o Kizlar (ceea ce ar fi însemnat, în traducere directă, „fată frumoasă”). Satul Câzlar există și astăzi și se învecinează cu Caracuiul în partea de sud-vest, peste dealul care desparte aceste două localități. În ceea ce privește localitatea de baștină a fetei, se spune că tot tătarii au numit-o Karaköy, ceea ce în traducere din turcă/tătară înseamnă „satul negru” sau, în anumite dialecte – „groapa neagră”, groapă – datorită poziționării la poalele dealurilor a localității, negrul însemnând, de fapt, afundat, întunecat.
Există însă și o a treia versiune, neconfirmată oficial, însă destul de plauzibilă care, de asemenea, se referă originea etimologică a denumirii satului Caracui. În limba turcă, ca și în cea tătară, „kara” înseamnă nu doar negru (culoare), ci și punctul cardinal Nord (de exemplu, Marea Neagră, Karadeniz în limba turcă, înseamnă, de fapt, Marea din Nord, iar Marea Mediterană, situată în sudul Turciei, este numită Akdeniz, adică Marea Albă sau Marea din Sud. Această asociere cromatică a punctelor cardinale este întâlnită și la alte popoare, inclusiv la români, care numesc Nordul Miază-noapte (asociere cu culoarea neagră), iar Sudul – Miază-zi (asociere cu culoarea albă)). În acest context, ar fi de remarcat faptul că satul Acui (din etimonul tătăresc Ak köy), din raionul Cantemir, înseamnă, în traducere, „satul alb” sau „satul din sud, de la miază-zi”. Faptul nu este întâmplător, întrucât, la o privire atentă a hărții istorice a vechilor teritorii ale Principatului Moldovei arendate tătarilor nohai în sudul Basarabiei, localitățile Caracui și Acui se situează pe limita nordică și, respectiv, sudică a regiunii în cauză. Cu titlu de paranteză, vom preciza că, potrivit datelor istorice, începând cu anul 1484 și până la 1812, Bugeacul (care se întindea până în zona unde este situat satul Caracui de astăzi), făcea parte din pașalâcul turcesc de la Silistra și era populat, în mare parte, de tătari. De asemenea, un alt exemplu care confirmă această ipoteză este denumirea de Cetatea Albă (în turcă – Akkerman). Cetatea era amplasată la extrema sudică a teritoriului controlat de turci și tătari și înseamnă, de fapt, „cetatea din Sud”. Astfel, este foarte probabil ca în traducere Caracui să însemne, de fapt, „satul din Nord”, care marca frontiera nordică a pașalâcului turcesc, populat, în mare parte, de tătari.
După ocupația sovietică, satul Caracui, care anterior fusese sub jurisdicția administrativă a județului Lăpușna, a fost trecut, după împărțirea administrativ-teritorială pe raioane, în raionul Leova și era satul de hotar al acestui raion, la limită cu raionul Hâncești (care, în perioada sovietică, se numea Cotovschi). Abia la sfârșitul anilor 80, începutul anilor 90, după mai multe demersuri din partea autorităților locale, satul a fost trecut în raionul Hâncești, în a cărui subordine administrativ-teritorială a fost până la revenirea la județe, reformă efectuată în anul 1998. Astfel, începând cu anul 1998, satul Caracui s-a aflat în județul Lăpușna, iar din 2003, după reîmpărțirea teritorial-administrativă pe raioane, a revenit în raionul Hâncești, în a cărui subordine se află până astăzi.

### Dicționarul Geografic al Basarabieide Zamfir Arbore
Caracui, sat, în jud. Bender, volostea Gura-Galbenă, așezat în valea Sărata, din stânga, într-un hârtop despre E. Dealul de la N. are o înălțime de 110,6 stânj. d'asupra n. m. împrejurul satului sunt vii. Numărul caselor 253; populațiunea de țărani români 1888 suflete. Pozițiunea geografică: 46°42' lat., 26°12' long.

## Demografie

### Structura etnică
Structura etnică a localității conform recensământului populației din 2004:
| Grup etnic                                               | Populație | % Procentaj  |
| -------------------------------------------------------- | --------- | ------------ |
| Băștinași declarați Moldoveni Băștinași declarați Români | 2553 1    | 98,92% 0,04% |
| Ucraineni                                                | 14        | 0,54%        |
| Ruși                                                     | 11        | 0,43%        |
| Găgăuzi                                                  | 1         | 0,04%        |
| Alții                                                    | 1         | 0,04%        |
| Total                                                    | 2581      |              |

## Administrație și politică
Componența Consiliului local Caracui (11 consilieri), ales la 5 noiembrie 2023, este următoarea:
|  | Partid                                       | Consilieri | Componență | Componență | Componență | Componență | Componență | Componență | Componență | Componență |
|  | -------------------------------------------- | ---------- | ---------- | ---------- | ---------- | ---------- | ---------- | ---------- | ---------- | ---------- |
|  | Partidul Social Democrat European            | 8          |            |            |            |            |            |            |            |            |
|  | Partidul Socialiștilor din Republica Moldova | 1          |            |            |            |            |            |            |            |            |
|  | Partidul Acțiune și Solidaritate             | 1          |            |            |            |            |            |            |            |            |
|  | Platforma Demnitate și Adevăr                | 1          |            |            |            |            |            |            |            |            |